# Celtic Football Club 1887-1889
Questa voce raccoglie le informazioni riguardanti il Celtic Football Club nei primi anni di attività (1887-1889).

La squadra è stata fondata il 6 novembre 1887 da Fratello Walfrid, ma ha cominciato la sua attività a partire dal 1888.

## Stagione
- In Glasgow Exhibition Cup, il Celtic perde la finale per 2-0 contro la squadra ottocentesca dei Cowlairs.
- Anche in Scottish Cup arriva in finale, perdendola tuttavia per 3-0 contro il Third Lanard. Viene chiesto di ripetere la partita, ma inutilmente: i Bhoys subiscono un'altra sconfitta, questa volta per 2-1.
- In Glasgow Cup, viene eliminato in semifinale: 2-0 contro il Queen's Park.
- L'unica competizione in cui riesce a trionfare è la Glasgow North Eastern Cup, siglando in finale un 6-1 contro i Cowlairs.

## Divise
La prima maglia del Celtic era bianca con colletto verde. A destra, sul petto, la croce celtica, verde con sfondo arancione, simbolo ripreso anche nelle maglie moderne.

## Rosa
| N. |                    | Ruolo | Calciatore        |
| -- | ------------------ | ----- | ----------------- |
|    | Scozia (bandiera)  | P     | Willie Dunning    |
|    | Scozia (bandiera)  | D     | Mick McKeown      |
|    | Scozia (bandiera)  | D     | Willie Maley      |
|    | Scozia (bandiera)  | D     | Jas Kelly         |
|    | Scozia (bandiera)  | D     | Jas McLaren       |
|    | Irlanda (bandiera) | D     | Alexander Collins |

| N. |                   | Ruolo | Calciatore      |
| -- | ----------------- | ----- | --------------- |
|    | Scozia (bandiera) | C     | Johnny Coleman  |
|    | Scozia (bandiera) | C     | Mick Dunbar     |
|    | Scozia (bandiera) | C     | Tom Maley       |
|    | Scozia (bandiera) | C     | Paddy Gallagher |
|    | Scozia (bandiera) | C     | Neil McCallum   |
|    | Scozia (bandiera) | A     | Willie Groves   |